# Giacinto Dragonetti
Giacinto Dragonetti (L'Aquila, 28 novembre 1738 – Napoli, 7 settembre 1818) è stato un giurista e scrittore italiano.

## Biografia
Nato nel 1738 all'Aquila da Gianfilippo, esponente dell'illustre famiglia marchionale abruzzese, studiò al Collegio Nazareno di Roma diventando avvocato fiscalista. Si trasferì quindi a Napoli nel 1760, dove si laureò alla cattedra di Antonio Genovesi, ed entrò negli anni ottanta del XVIII secolo nella magistratura. Nel 1792 ottenne la carica di magistrato della Monarchia di Sicilia, la seconda carica per importanza dopo quella di viceré. Nel 1798 tornò a Napoli, entrando prima fra i 5 consiglieri della Regia Camera della Sommaria, divenendo poi presidente della Gran Corte della Vicaria.
Nel 1799 si schierò con i giacobini, partecipando attivamente alla Rivoluzione Napoletana, al termine della quale, con il prevalere dei Borboni, fu costretto all'esilio in Francia, dove rimase sino al 1803. Tornato nel Regno di Napoli durante il periodo napoleonico, e in particolare con Gioacchino Murat, riebbe incarichi nella magistratura: dal 1806 fu, infatti, governatore di Capua, giudice della Commissione Feudale e presidente della Corte di cassazione, nonché componente del Consiglio di Stato.
A parte alcuni scritti legati in buona parte alla sua attività di giurista, il marchese Dragonetti è ricordato per due opere che, nei rispettivi campi, ebbero una vasta risonanza. La prima di queste, Delle virtù e dei premi, per quanto non ne sia del tutto certa l'attribuzione, è considerato il secondo trattato in ordine di tempo in materia di morale dopo quello di Cesare Beccaria. Il pamphlet, che infatti uscì anonimo nel 1766, e che fu ristampato l'anno seguente, anche in francese, recando come autore il nome di Dragonetti, riscosse fortuna in buona parte d'Europa, tanto che, nel 1769, ne uscì una versione persino in russo. Va tuttavia segnalato che Benedetto Croce ha sollevato il dubbio che questo trattato, sul quale espresse nel complesso un giudizio negativo, non fosse in realtà opera del giurista aquilano, bensì del medico pugliese Domenico Cotugno. Questo giudizio crociano è stato recentemente sottoposto ad aspra critica da parte di Raffaele Ajello, che ha messo in luce il carattere profondamente innovativo dell'opera di Dragonetti in rapporto allo sviluppo europeo del pensiero moderno.
La seconda opera è Sull'origine dei feudi del 1788 nella quale analizza come il sistema feudale non produca ricchezza in quanto basato unicamente su trasmissione di privilegi e propone modelli per la costituzione di società postfeudali.